# طراحی پایدار
طراحی پایا یا پایدار (به انگلیسی: Sustainable Design)، فلسفهٔ طراحی اشیای فیزیکی، ساخت محیط و خدمات است به گونه‌ای که هم‌زمان با قوانین پایایی اکولوژی، پایایی اجتماعی و پایایی اقتصادی سازگاری داشته باشد.
اصطلاح پایایی نخستین بار در سال ۱۹۸۶ توسط کمیتهٔ جهانی گسترش محیط زیست تحت عنوان «رویارویی با نیازهای عصر حاضر بدون به مخاطره انداختن منابع نسل آینده برای مقابله با نیازهایشان» مطرح گردید و هر روز بر ابعاد و دامنهٔ آن افزوده‌تر می‌شود تا استراتژی‌های مناسبی پیش روی جهانیان قرار گیرد. گرم شدن کرهٔ زمین، نازک شدن لایهٔ ازن به علت استفاده از آلاینده‌ها، افزایش آلودگی محیط زیست و انقراض گونه‌های مختلف زیستی، همه و همه ضرورت بوم‌شناسی و توجه به مسائل زیست‌محیطی را دو چندان می‌کند.
شاید بتوان معماری پایدار را که در واقع زیرمجموعهٔ طراحی پایدار است، به عنوان یکی از جریان‌های مهم معاصر به حساب آورد که عکس‌العملی منطقی در برابر مسایل و مشکلات عصر صنعت به‌شمار می‌رود. طراحی پایدار نوعی از طراحی است که قصد دارد به نیازهای امروز بدون لطمه زدن به منابع نسل‌های آینده پاسخ دهد.

## تئوری
هدف طراحی پایدار «حذف کامل اثرات مخرب زیست محیطی از طریق طراحی ماهرانه و دقیق» است. بروز طراحی‌های پایدار نیازمند استفاده از انرژی‌های تجدیدپذیر، تأثیر حداقلی بر محیط زیست و اتصال انسان به طبیعت است.
میشاییل براونگارت در این رابطه می‌گوید: «انسان‌ها مشکل آلایندگی ندارند؛ آن‌ها مشکل طراحی دارند. اگر انسان‌ها از همان ابتدا از محصولات، ابزارها، وسایل، خانه‌ها، کارخانه‌ها و شهرها به طور هوشمندانه‌تری استفاده کنند، آن‌ها حتی نیاز نخواهند داشت که به مفاهیمی مانند، آشغال، آلودگی یا کمبود فکر کنند. یک طراحی خوب، فراوانی، بازیافتِ بی‌نهایت و لذت را فراهم خواهد کرد.»

## اصول طراحی پایدار
در حالی که کاربردهای عملی در میان رشته‌های مختلف متفاوت است، برخی از اصول رایج به شرح زیر است:
- استفاده از مواد با تأثیرگذاری کم: از مواد غیر-سمی تولید شده به روش پایدار یا مواد بازیافتی که نیاز به انرژی کمی برای فرآوری دارند استفاده کنید.
- بهره‌وری انرژی: از فرایندهایی برای تولید محصولات استفاده کنید که به حداقل انرژی ممکن نیاز داشته باشد.
- طراحی پایدار از لحاظ عاطفی: از طریق طراحی خوب محصولات را به گونه‌ای طراحی کنید که میان مردم و محصولات رابطه ای بادوام و ماندگار ایجاد گردد.

## مؤلفه‌های طراحی پایدار
پایداری می‌تواند سه مؤلفهٔ اساسی داشته باشد:
۱. پایداری اجتماعی
۲. پایداری اقتصادی
۳. پایداری زیست‌محیطی

### اجتماع پایدار
تغییراتی که برای به بار نشستن آیندهٔ پایدار ضروری است، همواره قید و بند فرهنگ اجتماعی هر جامعه است. لازمهٔ آن تغییر و بازبینی الگوها و ارزش‌های اجتماعی ناهمسان و نیز احیای باورها، سنت‌ها و الگوهایی است که ریشه در فرهنگ تاریخی یک جامعه دارد و منطبق با تفکر پایداری است. نخستین قدم در این فرایند تضمین قطعی در رفع نیازهای اصلی جامعه است.
برخی از ویژگی‌ها به قرار زیر است:
- بهره‌مندی مکفی از سرمایه‌های اصلی
- مشمولیت و در برگیرندگی (تنوع نژادی، فرهنگی و … در جهت افزایش سرمایهٔ اجتماعی)
- برخورداری از سلامت و رفاه
- برخورداری از آموزش
- رشد و ارتقای تعامل اجتماعی
- برخورداری از اصول و ارزش‌های پایدار[۴]

### اقتصاد پایدار
مراد از پایداری اقتصادی حفظ سرمایهٔ اقتصادی است. پایداری در اقتصاد را می‌توان در ایجاد رشد عادلانه و متوازن جامعهٔ انسانی و تضمین بهره‌مندی تک تک انسان‌ها در درازای زمان بدون وارد آوردن خدشه به منابع زیستی، طبیعی و فرهنگی تعریف نمود. مهم‌ترین سر فصل‌های مطرح در زمینهٔ پایداری اقتصادی عبارتند از:
- اقتصاد با حساسیت بوم شناختی
- نظام مبتنی بر ارزش (اقتصاددانان سبز، اقتصاد را وسیله و نه هدف در جهت نیل به توسعهٔ پایدار می‌دانند)
- ظام عادلانه
- تأکید بر اقتصاد محلی
- بهره‌وری[۴]

### محیط‌زیست پایدار
محیط‌زیست پایدار را می‌توان در تداوم و ارتقا سلامت و کارکردهای اصلی محیط‌زیست، یعنی حفظ سرمایهٔ طبیعی تداوم رفاه انسانی دانست. انسان باید در چارچوب محدودیت‌های محیط‌زیست بیوفیزیکی زندگی کند. سرمایهٔ طبیعی باید حفظ شود، زیرا هم تأمین‌کنندهٔ منابع است و هم صندوق ذخیرهٔ مواد زائد و این به معنای حفظ اندازهٔ زیر نظام اقتصادی انسانی جمعیت ضرب در مصرف در هر سطحی از فناوری در محدودهٔ کل اکوسیستمی است که این سیستم به آن وابسته است. پایداری زیست‌محیطی نیازمند مصرف پایدار توسط یک جمعیت پایدار است.